# Sárközi József (színművész)
Sárközi József (Tatabánya, 1979. április 11. –) magyar színész.

## Életpályája
1995–2000 között a tatabányai Jászai Mari Színházban játszott, 1999-ben színész I. képesítést szerzett. 2000–2001 között a Weöres Sándor Regionális Színház színésze volt. 2003–2004 között a Szegedi Pinceszínházban, 2004-ben a budapesti Merz Házban dolgozott. 2004-től a Győri Nemzeti Színház tagja.

### Családja
Első felesége Ullmann Zsuzsa volt, lányuk Sárközi Luca, színésznek tanul. Második felesége Szina Kinga színésznő volt. Párja Molnár Judit színésznő.

## Fontosabb színpadi szerepei

### Győri Nemzeti Színház
- Georges Feydeau: A hülyéje ...Edmond Pontagnac

- Shakespeare: Szentivánéji álom – Theseus
- Szerb Antal: Képtelen királyság – Mawiras Tendal / Milán / Meyer (őrnagy, a király szárnysegédje)
- Csiky Gergely: Buborékok – Chupor Aladár
- Friedrich Schiller: Ármány és szerelem – Wurm, a miniszter titkára
- Lehár Ferenc: A víg özvegy – Nyegus
- Dér Andrásː Mindenkinek mindene – Cseh Sándor
- Tamási Áronː Énekes madár – Préda Máté, vénlegény, Regina vőlegénye
- Moliéreː A képzelt beteg – Simate, patikus
- Olt Tamás: Minden jegy elkelt – Direktor / ügyvéd
- Marc Norman – Tom Stoppard – Lee Hall:Szerelmes Shakespeare – Ned / Mercutio
- Yazmina Reza: Az öldöklés istene – Alain Reille
- Szigligeti Ede: Liliomfi– Schnaps Adolf, pesti fogadós fia
- Agatha Christie: Váratlan vendég – Michael Starkwedder
- Szabó Magda: Régimódi történet – ifjabb Hoffer József / idősebb Hoffer
- Tanádi István: Szibériai csárdás – Imrei százados
- Heltai Jenő: A tündéelaki lányok– Pázmán Sándor
- Anton Pavlovics Csehov: Sirály – Trigorin, író
- Mikszáth Kálmán – Závada Pál: Különös házasság – Szucsinka, plébános
- Kszel Attila: Koldus és királylány – Hendon, állástalan testőr
- Szabó Magda: Abigél – Kalmár Péter, osztályfőnök
- Shakespeare: Makrancos Kata – Petruchio, veronai nemes, Katalin kérője
- Gorkij: Éjjeli menedékhely – Színész
- Schwajd György: Csoda – Vencel
- Tracy Letts: Augusztus Oklahomában – Steve Heidebrecht
- Osztrovszkij: Farkasok és bárányok – Klavgyij Goreckij
- Carroll–Erdeős–Szemenyei: Alice Csodaországban – Őrült Kalapos/ Tweedledee
- Egressy: 4x100 – Dali
- Tolsztoj: Anna Karenina – Alekszej Kirillovics Vronszkij
- Shakespeare: Vízkereszt, vagy bánom is én – Orsino hercege
- Kosztolányi–Harag: Édes Anna – Báthory, kéményseprő
- Verne: 80 nap alatt a Föld körül – Phileas Fogg
- Egressy: Június – Fillér Lóri
- Shakespeare: A windsori víg nők – Page, windsori polgár
- Móricz Zsigmond: Úri muri – Csörgheő Csuli
- László Miklós: Illatszertár – Kádár úr
- Martin McDonagh: A kripli– Johnnypateenmike
- Tasnádi István: Finito – Hivatalos Úr
- Victor Hugo: A nevető ember – David Lord, Josiana szerelmese
- Bródy: A tanítónő – Ifj. Nagy István
- Örkény István: Tóték – Ciprián professzor
- Neil Simon: Pletyka – Ken Gorman
- Szomory: Györgyike drága gyermek – Tersánszky Laci
- Shaffer: Equus – Harry Dalton istállótulajdonos
- Shakespeare: Hamlet – Hamlet
- Vörösmarty: Csongor és Tünde – Csongor
- Frayn: Függöny fel! – Garry (Roger Lillicap)
- Ionesco: Rinocérosz – Jean
- Sütő: Egy lócsiszár virágvasárnapja – Herse
- Albee: Nem félünk a farkastól – Nick
- Poiret: Őrült nők ketrece – Laurent
- Kszel: Vonatles – Mark Renton
- Shaw: Pygmallion – Freddy
- Schiller: Ármány és szerelem – Ferdinánd
- Molnár: A hattyú – Ági tanár úr
- Molnár: Az üvegcipő – Császár Pál
- Egressy: Portugál – Bece
- Shakespeare: Lear király – Edgar
- Shaw: Szent Johanna – Dauphin
- Szakonyi: Adáshiba – Dönci
- Szörényi–Bródy: Kőműves Kelemen – Sebő
- Moliére: Tartuffe – Tartuffe
- Déry–Pós–Presser–Adamis: Képzelt riport egy amerikai popfesztiválról – Tanú

### Jászai Mari Színház
- Schubert–Horváth: Piaf, Piaf – Riporter
- Moliére: A fösvény – Valér
- Wedekind: A tavasz ébredése – Menyus

### Szegedi Pinceszínház
- Karinthy: Dunakanyar – Vendég
- Hampton–Csikós: Teljes napfogyatkozás – Rimbaud

## Filmes és televíziós szerepei
- …a szomszéd tehene (2024)
- Gólkirályság (2023)
- Jófiúk (2019)
- Drága örökösök (2019–2020)
- Gálvölgyi-show (2010–2011)
- Tűzvonalban (2009)
- Valami Amerika 2. (2008)
- Zsaruvér és csigavér III. (2008)
- Egy rém rendes család Budapesten (2006–2007)

## Díjai és kitüntetései
- Kisfaludy-díj (2006)